# War & Peace (miniserie de 1972)
Guerra y paz (War & Peace en inglés original), es una miniserie británico-yugoslava coproducida por la British Broadcasting Corporation (BBC) y C.F.S. Kosutnjak entre 1972 y 1973, basada en la novela homónima de Tolstói.
Fue protagonizada por Anthony Hopkins en el papel de Pierre Bezújov, Alan Dobie como el príncipe Andréi Bolkonski y Morag Hood como Natasha Rostova. 
La serie se estrenó el 28 de septiembre de 1972 en el Reino Unido, y fue premiada en los Premios BAFTA de 1973 con el Premio al mejor actor de televisión para Anthony Hopkins y el premio al mejor diseño para Don Homfray.
- Datos: Q7968572